# SHIN WON HO
SHIN WON HO（シン・ウォンホ、韓国語신원호、漢字申原昊、1991年10月23日 - ）は、韓国出身の俳優、アイドル。アイドルユニット・CROSS GENEのメンバー。アミューズ所属。歌手名は、シン 신。

## 人物
2011年韓国の「BEAN POLE」CMで芸能界デビュー。CFモデルでデビュー以来、多くの広告メディアで活躍し、2011年アジアモデル賞授賞式でCFモデル賞を受賞。
練習生生活を4~5年ほど経て、2012年日中韓の3カ国のメンバーで形成された6人組男性グループ「CROSS GENE(クロスジーン)」として歌手デビュー。（のちに中国人メンバーが脱退し現在5人）。
翌2013年、CROSS GENEは日本デビューを果たし、日本でも精力的に活動を始める。
CROSS GENEは、寺田拓也がリーダーだったが、のちにシンウォンホにチェンジした。
家族は、父・母・祖母。
趣味は、ゲーム（プレステ）と漫画、囲碁番組の視聴。小学校のころ、ご両親の勧めで囲碁を習った。囲碁番組を見たり、大会に出たりしてプロ棋士を夢見たことも。
もともと、歌手を目指して始めたわけではないが、ピアノやクラリネットを学び、子供時代から音楽に親しんでいた。
「人生に影響を与えた愛読書」に「NARUTO」を挙げ、特技と聞かれるといつも「日本語」と答えている。
日本語検定2級をもっており、日本語が堪能。
シンウォンホが子供の頃から日本のアニメ、漫画、そして特撮ヒーローものが大好きだった。戦隊モノのすべてのポーズはおろか、主題歌も全部暗記しているほど、日本の戦隊オタクだとか。日本に行ったら日曜日の朝7時はヒーロータイムを楽しむとのこと。
海外でも広く展開する日本の大手エンターテイメント会社「アミューズ」に所属。歴代仮面ライダーたちの所属事務所はアミューズが最も多く、シンウォンホがこの会社を選んだのもこういった背景があったからと言われている。
語学の勉強法のアドバイスとして、「語学には終わりがない。だから楽しく学ぶこと。勉強だと思うと嫌になるから遊びだと思うのが一番」と語っている。
メンバー愛が強く、「クロスジーンは”家族”のような存在です。近くにいなければ本当に寂しい。個人スケジュールがあるときは、メンバーたちにまめに連絡します。 メンバーたちと長く一緒に活動したい。18年以上くらい？（笑）」と語っている。

## 出演

### テレビドラマ
- 僕らのイケメン青果店（2011年-2012年、channelA） - イ・チャンソル 役
- RUN60 第二章（2012年、MBS他） - パク・ホンギ 役
- ビッグ 〜愛は奇跡〜（2012年、KBS） - カン・ギョンジュン 役
- 手裏剣戦隊ニンニンジャー 第25話（2015年-2016年、テレビ朝日） - SILVER 役
- 青い海の伝説（2016年、SBS） - 天才ハッカー・テオ 役
- 2度目のファースト・ラブ（2017年、MBC） - サ・ミノ役
- ロマンスは命がけ!?（2018年、MBC） - チェ・ジェスン役
- 平日午後3時の恋人（2019年、channelA） - パク・ジミン役

### Webドラマ
- シークレット・メッセージ（2015年）- チェ・カン 役

### 舞台
- 韓国ミュージカル「カルペディエム」（2011年5月、主演・イイル）
- 韓国ミュージカル『狂炎ソナタ』（2017年@韓国、2018年11月@日本）

### CM
2011年
- 「BEAN POLE」”二十歳の夢”でCMデビュー（韓国）
- 「ダンキンドーナツ」クリスマス 篇（韓国）
- AUCTION（韓国）
- 「KT olleh」Wi-Fi地下鉄 編（韓国）
- cywold（韓国）
- 「スキンフード」イケメン 編（2011年 - 2012年、韓国）

2013年
- 「Pantech」VEGA IRON（韓国）

2014年
- 秀美チップス（韓国）
- 「BEAN POLE BIKE REPIRE SHOP」WEB PRESS（韓国）

### ラジオ
- SHINくんの夜のチュ〜すDAY（2015年4月 -、）